# Prien am Chiemsee
Prien am Chiemsee, Prien a.Chiemsee – gmina targowa w Niemczech, w kraju związkowym Bawaria, w rejencji Górna Bawaria, w regionie Südostoberbayern, w powiecie Rosenheim. Leży około 18 km na wschód od Rosenheimu, nad jeziorem Chiemsee, przy autostradzie A8 i linii kolejowej Monachium – Salzburg.
Z Prien am Chiemsee pochodzi Isabella Laböck, niemiecka snowboardzistka, mistrzyni świata.

## Demografia
Dane o ludności z 31 grudnia 2008:
| Opis                                | Ogółem | Ogółem | Kobiety | Kobiety | Mężczyźni | Mężczyźni |
| ----------------------------------- | ------ | ------ | ------- | ------- | --------- | --------- |
| Jednostka                           | osób   | %      | osób    | %       | osób      | %         |
| Populacja                           | 10 291 | 100    | 5519    | 53,63   | 4772      | 46,37     |
| Wiek przedprodukcyjny (0–17 lat)    | 1612   | 15,66  | 776     | 7,54    | 836       | 8,12      |
| Wiek produkcyjny (18–65 lat)        | 6065   | 58,93  | 3162    | 30,73   | 2903      | 28,21     |
| Wiek poprodukcyjny (powyżej 65 lat) | 2614   | 25,4   | 1581    | 15,36   | 1033      | 10,04     |

## Polityka
Wójtem gminy jest bezpartyjny Jürgen Seifert, rada gminy składa się z 24 osób.
|      | CSU | SPD | FW | BfP/PFUL | ÜWG | MDfP | Razem |
| 2008 | 10  | 2   | 2  | 4        | 3   | 3    | 24    |
| 2002 | 10  | 2   | 3  | 3        | 2   | –    | 20    |